# A esmorga (filme)
A esmorga é um filme galego realizado por Ignacio Vilar, e adaptado da obra homónima de Eduardo Blanco Amor. Está protagonizado por Miguel de Lira que interpreta Cibrán, Karra Elejalde como Bocas, e Antonio Durán "Morris" como Milhomes. A história está ambientada na cidade de Ourense, lugar onde se rodou o filme e onde decorreu a festa das três personagens principais.
A 15 de novembro de 2014, A esmorga foi projectado na inauguração da XIX edição do Festival de Cinema de Ourense e estreou-se nos cinemas galegos a 21 de novembro do mesmo ano. Graças aos sucessos alcançados nos cinemas galegos, o filme estreou-se em Espanha (em galego com legendas e dobragem em espanhol) a 8 de maio de 2015.

## Argumento
Cibrán (Miguel de Lira) é um operário que se junta com Raxada (Melania Cruz),  uma ex-prostituta e mãe solteira. Numa manhã, a caminho do trabalho, é abordado por dois amigos bêbados, Bocas (Karra Elejalde) e o atormentado Milhomes (Antonio Durán "Morris"). Cibrán junta-se a eles no seu deambular incerto pela zona, deixando atrás de si um rastro de destruição.
Ficam embriagados na taberna da tia Esquilacha (Covadonga Berdiñas), e vão até a vivenda dum cacique local que chegou há pouco tempo de França, onde Bocas se apaixona pela misteriosa dona da janela; chegam a um palácio que Cibrán, já bêbado, põe fogo sem querer; num prostíbulo; galanteiam com uma mulher pueril e tola, Socorrito (Sabela Arán), que a cada manhã leva para passear um boneco num carrinho. Enquanto isso, Bocas é suspeito de ter matado um homem durante uma briga numa taberna, e além disso a homossexualidade reprimida de Milhomes não deixa de incomodar Bocas dum jeito que nenhum dos dois homens são capazes de compreender. Bocas e Milhomes iniciam uma espécie de missão suicida ao abrigo da bebedeira, à qual o infortunado Cibrán se juntou sem saber de nada. O álcool para Cibrán é o refúgio do que ele mesmo denomina “o pensamento”, uma terrível lucidez que lhe faz estar ciente de sua sórdida existência.

## Elenco
- Miguel de Lira como Cibrán
- Karra Elejalde como Bocas

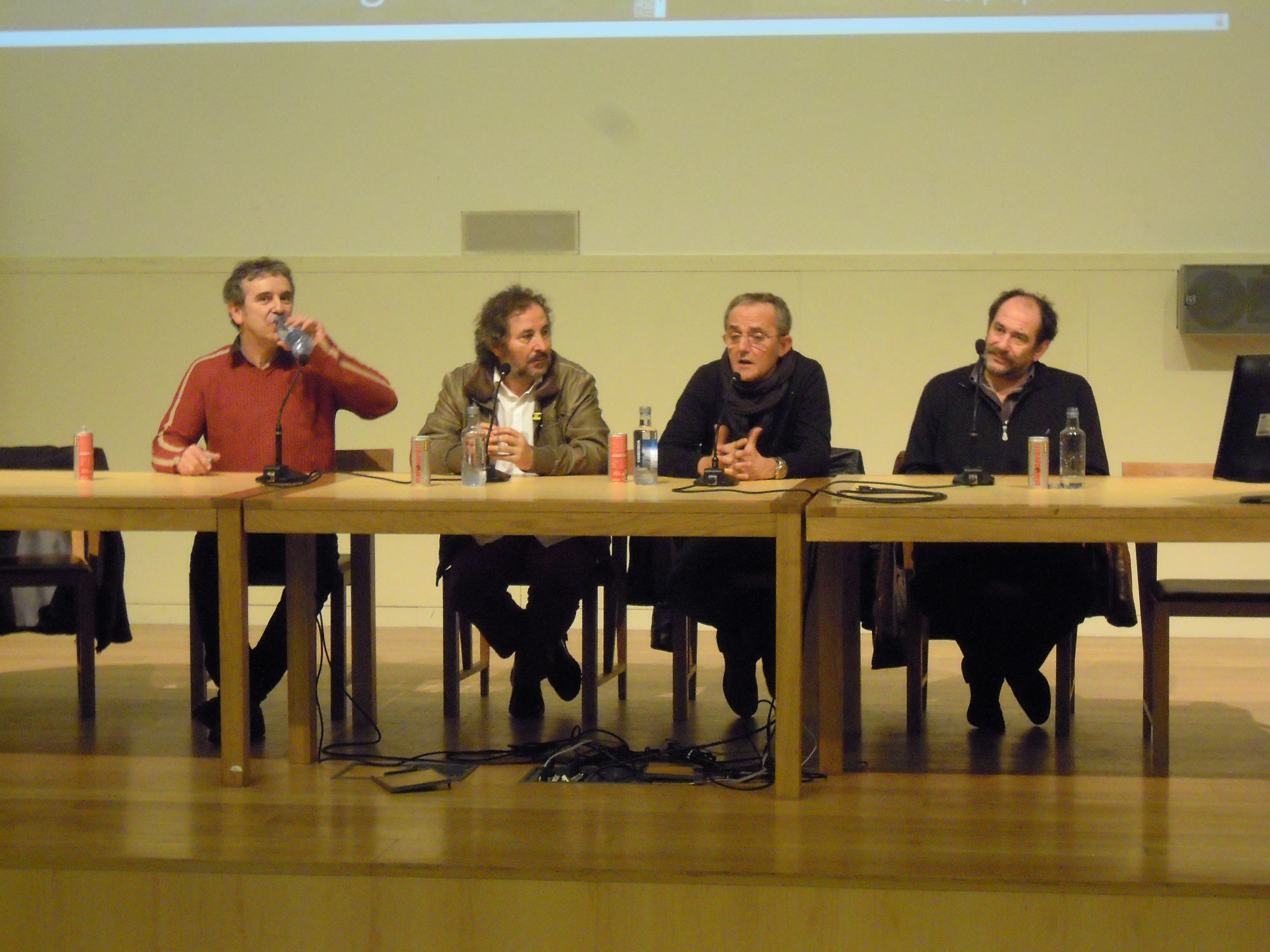
Miguel de Lira, Ignacio Vilar, Antonio Durán, Morris e Karra Elejalde na divulgação do filme.

- Antonio Durán "Morris" como Milhomes
- Alfonso Agra como Pego
- Sabela Arán como Socorrito
- Melania Cruz como Raxada
- Lois Soaxe como Acacio
- Santi Prego como Cabito
- Pepo Suevos como Barrigas
- Covadonga Berdiñas como Tia Esquilacha
- Mela Casal como Nonó
- Mónica García como Costilleta
- Amelia Guede como Amelia
- Elena Seijo como Cupatrás
- Fina Calleja como Piolla
- Ledicia Sola como Viguesa
- Patxi Bisquert como Senhor de Andrade
- Monti Castiñeiras como Cavaleiro
- Yago López como Lisardiño

## Recepção
Na Galiza, o filme teve uma estreia limitada em somente vinte e seis salas, com dezoito cópias distribuídas, e sua recepção entre o público foi maior do que se esperava, pelo que é considerado um dos filmes revelação de 2014. Desde o seu lançado a 21 de novembro até o final de 2014, o filme foi visto por mais de trinta e sete mil e quinhentos espectadores galegos. Em vista do seu bom resultado de arrecadação, tornou-se a melhor estreia do ano em Espanha entre os filmes com menos de cem cópias, e com a quinta melhor média (três mil, quatrocentos e oito euros) do ano em Espanha, ficando apenas atrás de Ocho apellidos vascos, La isla mínima, Torrente 5 e El Niño, estreando-se nos cinemas de Espanha na primavera de 2015.

## Reconhecimentos

### Prémios Goya
Ignacio Vilar e Carlos Asorey foram nomeados na categoria de melhor argumento adaptado na XXIX edição dos Prémios Goya.
| Ano  | Categoria                 | Destinatários e nomeados    | Resultado |
| ---- | ------------------------- | --------------------------- | --------- |
| 2015 | Melhor argumento adaptado | Carlos Asorey Ignacio Vilar | Nomeado   |

### Prémios Mestre Mateo
Nos Prémios Mestre Mateo de 2014, A esmorga obteve dezasseis nomeações em treze categorias, conseguindo seis prémios, entre eles de melhor actor para Antonio Durán "Morris" no papel de Milhomes, melhor fotografia e música original.
| Ano  | Categorias                     | Destinatários e nomeados      | Resultado |
| ---- | ------------------------------ | ----------------------------- | --------- |
| 2014 | Melhor filme                   | Ignacio Vilar                 | Nomeado   |
| 2014 | Melhor realizador              | Ignacio Vilar                 | Nomeado   |
| 2014 | Melhor actor                   | Antonio Durán "Morris"        | Ganhador  |
| 2014 | Melhor actor                   | Miguel de Lira                | Nomeado   |
| 2014 | Melhor actor                   | Karra Elejalde                | Nomeado   |
| 2014 | Melhor actriz secundária       | Mela Casal                    | Nomeada   |
| 2014 | Melhor actriz secundária       | Sabela Arán                   | Nomeada   |
| 2014 | Melhor argumento               | Ignacio Vilar e Carlos Asorey | Nomeados  |
| 2014 | Melhor direcção de produção    | Eva Rivas                     | Nomeada   |
| 2014 | Melhor direcção artística      | Ángel Amaro                   | Ganhador  |
| 2014 | Melhor montagem                | José Manuel G. Moyano         | Nomeado   |
| 2014 | Melhor música original         | Zeltia Montes                 | Ganhador  |
| 2014 | Melhor som                     | Xavier Souto                  | Nomeado   |
| 2014 | Melhor fotografia              | Diego Romero Suárez Llanos    | Ganhador  |
| 2014 | Melhor maquilhagem e estilismo | Susana Veira                  | Ganhadora |
| 2014 | Melhor design de vestuário     | Mar Fraga                     | Ganhadora |

### Festival de Toulouse
Na vigésima edição do "Festival de Cinema Espanhol de Toulouse" celebrado em outubro de 2015, o filme recebeu os prémios de melhor realizador para Vilar, o prémio de melhor actor para “Morrís”, Karra Elejalde e Miguel de Lira, e o prémio de melhor fotografia.

## Galeria
Cenários do filme.
- Escadaria da igreja de Santa Maria.
- Fonte das Burgas.